# Фридиан
Фридиан, Фредиан, Фригидан, Фригидиан, Фригиану (лат. Fridianus, итал. San Frediano; род. в Ирландии — умер 18 марта 588, Лукка, Италия) — святой Римско-Католической Церкви, епископ Лукки (560—588). В честь его имени освящена церковь в городе Лукка.

## Биография
Церковная традиция считает его королём Ирландии, который, посетив Рим, стал отшельником на горе Пизано, возле города Лукка. Позднее Фридиан был рукоположён в сан епископа. Во время нападения на Лукку лангобардов Фридиан руководил защитой города.
В честь его имени названа базилика, находящаяся в городе Лукка. Первоначально этот храм был посвящён святому Викентию Сарагосскому. После перенесения мощей святого Фридиана в этот храм, церковь стала носить имя святого Фридиана.
День памяти в Католической Церкви — 18 марта.